# البيت الأبيض (محج قلعة)
البيت الأبيض (بالروسية: Белый Дом) هو مقر إقامة رئيس داغستان، وهو المقر الرسمي والمركزي لأعلى للسلطة التنفيذية في جمهورية داغستان الروسية يقع في ساحة لينين 1 بالعاصمة محج قلعة.

## وصف
تم تصميم البيت الأبيض في محج قلعة من قبل إيفان جولتوفسكي على أساس قصر فارنيزي في كابرارولي بإيطاليا والذي يعود بناؤه إلى القرن السادس عشر على يد المهندس المعماري جياكومو دا فيجنولا، لكن الهندسة المعمارية الخارجية للمبنى كانت منمنمة كزخارف إسلامية من القرون الوسطى من قبل سليم خان محمدوف.
البناء بني أصلا ليكون مقرا لحكومة داغستان، لكن الحكومة لم تتأخذها مقرا إلا مؤخرا.

## تاريخ
في الماضي كان المبنى يضم مجلس وزراء لجمهورية داغستان السوفياتية الاشتراكية، والمجلس الأعلى لجمهورية داغستان السوفياتية الاشتراكية، وغيرها من مؤسسات الدولة.